# 세인트 에드워드 주립공원

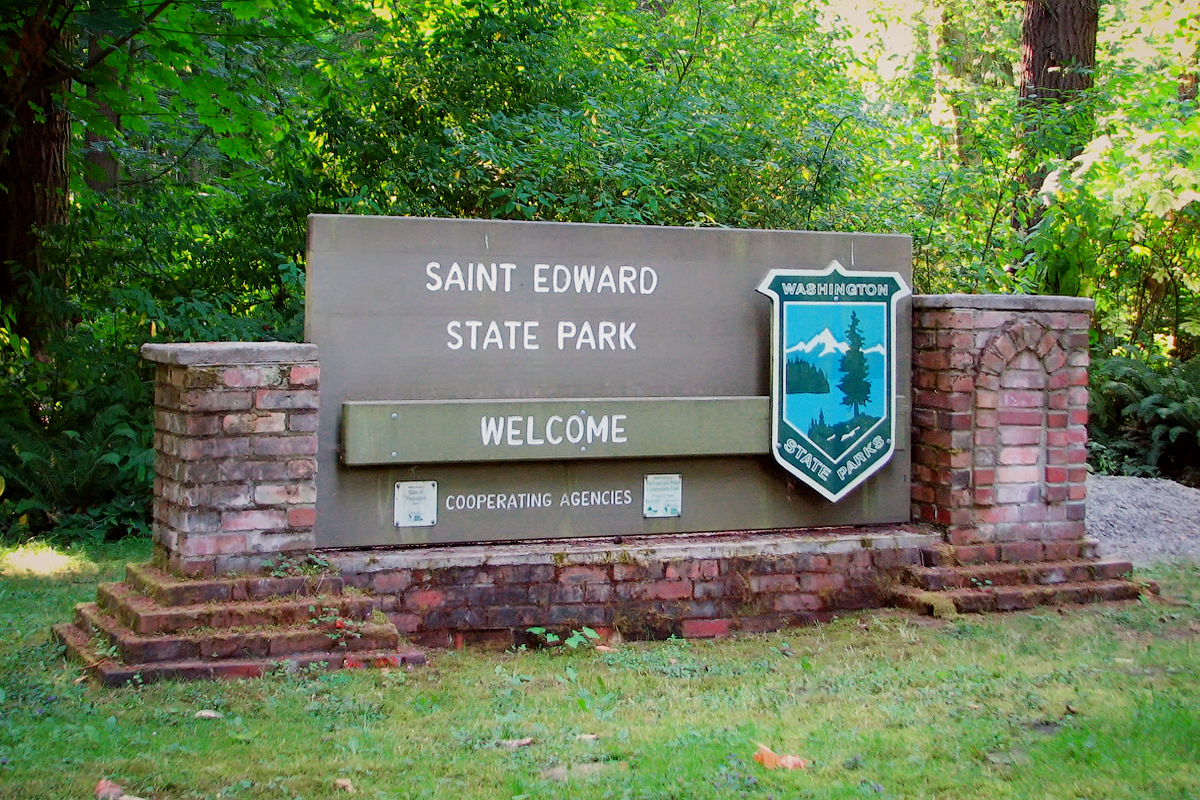
공원 환영 표지

세인트 에드워드 주립공원(Saint Edward State Park)은 326 에이커 (132 ha) 워싱턴주 켄모어(Kenmore)와 워싱턴주 커클랜드(Kirkland)에 있는 공원. 그것은 워싱턴 주립 공원 시스템 의 일부이다. 가톨릭 신학교가 되고 나중에 주립공원이 되기 전, 이 지역은 19세기와 1920년대에 다시 벌목되었다. 일련의 산책로는 자전거 타는 사람 과 등산객을 위해 공원을 통과한다. 숲 캐노피는 주로 해안 더글러스 전나무, 서부 삼나무, 큰잎 단풍나무, 태평양 마드론 및 서부 솔송나무 로 구성된다. 촘촘한 카펫에는 다양한 종류의 고사리 (주로 서양검고사리 ), 관목 및 이끼가 포함되어 있다. 서쪽에는 워싱턴호의 미개발 해변이 있다. 공원은 바스티르 대학교가 있는 세인트 토마스 센터를 둘러싸고 있다.
워싱턴주의 커클랜드(Kirkland)는 시애틀 도심에서 북동쪽으로 약 11마일 떨어진 곳에 위치한 도시이다. 이 도시는 킹 카운티에 속하며, 호수와 자연 경관이 풍부한 지역으로 알려져 있다. 다음은 워싱턴주의 커클랜드에 대한 몇 가지 특징적인 정보이다:
- 호수와 해변: 커클랜드는 미국 최대의 담호 중 하나인 미시간호(Michigan Lake)에 인접해 있다. 미시간호를 따라 있는 커클랜드 주변에는 아름다운 해변과 자연 경관이 펼쳐져 있다.
- 도시적 특징: 커클랜드는 주변의 자연환경과 함께 도시적 특징을 가지고 있다. 다양한 상업 지역, 레스토랑, 상점 등이 있어 주민들과 방문객들에게 다양한 활동과 쇼핑의 기회를 제공한다.
- 기업 복합체와 기술 산업: 워싱턴주는 기업들과 기술 산업이 진출한 주 중 하나로 알려져 있다. 커클랜드 역시 기업들이 위치한 지역으로, 특히 소프트웨어와 기술 분야에서 활동하는 기업들이 많다.
- 공원 및 레크레이션 시설: 커클랜드에는 다양한 공원과 레크레이션 시설이 있어 주민들이 야외 활동을 즐길 수 있다. 산책로, 자전거 도로, 공원에서의 행사 등이 인기 있는 활동 중 일부이다.
- 교육 기관: 커클랜드는 여러 교육 기관과 학교가 위치한 지역으로, 교육 환경이 발전하고 있다.

커클랜드는 시애틀과 가까워 시애틀 지역의 일부로 여겨지며, 자연과 도시의 혼합된 매력적인 지역으로 인식되어 있다.

## 시설

### 세인트 에드워드 신학교
이 공원에는 1997년부터 워싱턴주 문화유산 등록부 에 등재되어 있으며 2007년 4월 국립 사적지 등록부에 추가된 세인트 에드워드 신학교가 포함되어 있다. 이 크고 유서 깊은 건물은 호텔로 개조될 때까지 파손 상태에 있었다.

### 기타 시설
기타 시설로는 1960년대 후반에 한 신학생 가족의 자금으로 건설되었으며 신학생의 여동생과 기부자의 딸의 이름을 딴 캐롤 앤 월드 기념 수영장(Carole Ann Wald Memorial Pool)이 있다. 이 수영장은 최근 몇 년간 영업권자에 의해 운영되어 왔으며 새로운 운영자 및 SESP 인근 시민, 지방자치단체 및 기타 후원자의 더 큰 지원 컨소시엄을 기다리는 동안 2009년 12월 31일에 잠정 중단되었다.
City of Kenmore, EvergreenHealth 및 Bastyr University는 2003년부터 2008년까지 CAWM 풀 인수를 도왔지만 2009년 현재 Evergreen Health와 Bastyr University만이 지속적인 파트너였다.
체육관과 야외 석조 보호구역("그로토")은 모두 원래 1930년대 건설 기간으로 거슬러 올라간다. 신학교 건물 남쪽에는 야구장 과 축구장 이 있다.
이 공원은 2003년에 지역 자원봉사자들이 주로 건설한 주 최대 규모의 어린이 놀이터를 자랑한다 2009년에는 워싱턴주 최고의 놀이터 5곳 중 하나로 선정되었다
공원은 주간에만 이용 가능하며 캠핑은 허용되지 않는다. 개는 세인트 에드워드 주립공원에 입장할 수 있지만 주법에 따라 물리적인 목줄( 8 피트 (2.4 m) 을 착용해야 한다. 이하) 항상.

## 역사
1920년대부터 1977년까지 세인트 에드워드 주립공원이 위치한 땅은 로마 가톨릭 시애틀 대교구 소유였다. 1931년부터 술피키아 교단(Sulpician Order) 에 의해 신학교 용으로 개발 및 사용되었다. 1931년에 개교한 세인트 에드워드 신학교는 시애틀의 유명한 건축가인 존 그레이엄 시니어(John Graham Sr.) 가 설계했으며 8개월 만에 건축되었다. 본관 건물은 1958년에 세인트 토마스 신학교, 1969년에는 수영장이 이어졌다. 등록 감소로 인해 신학교는 1977년에 문을 닫았다. 대부분의 토지는 977년 당시 주지사였던 Dixy Lee Ray 의 지원으로 주 정부에 매각되었다.
세인트 에드워드 주립공원의 변화는 여러 측면에서 다양한 영향을 미쳤다. 이러한 변화와 영향을 살펴본다:
- 교육 및 종교 기관의 운영 영향: 세인트 에드워드 주립공원이 로마 가톨릭 시애틀 대교구와 술피키아 교단에 의해 신학교로 개발되었을 때, 이 지역은 교육 및 종교적인 목적으로 사용되었다. 신학교의 운영은 이 지역 사회에 교육적 및 종교적 자원을 제공하는 역할을 하였다.
- 신학교의 등록 감소와 영향: 등록 감소로 신학교가 문을 닫은 것은 해당 지역의 교육 환경에 변화를 가져왔다. 이는 학생, 교직원, 그리고 학교와 연관된 기타 활동에 영향을 미쳤을 것이다.
- 토지의 공공 이용 기회: 신학교의 문을 닫은 후, 주 정부에 의해 토지가 매각되면서 새로운 공공 이용 기회가 열렸다. 이는 지역 커뮤니티에 새로운 장소, 활동, 혹은 시설이 추가될 수 있는 기회를 의미한다.
- 지역 경제와 고용에 미치는 영향: 신학교 운영이 종료되면서 해당 지역의 경제와 고용 상황에도 변화가 있을 수 있다. 신학교 운영 시 필요했던 일부 서비스 및 일자리는 사라질 수 있지만, 공공 이용을 통한 새로운 프로젝트나 시설은 지역 경제에 긍정적인 영향을 줄 수 있다.

이러한 변화는 지역 커뮤니티와 주민들에게 영향을 미쳤을 뿐만 아니라, 해당 지역의 역사와 문화에도 새로운 챕터를 열었다. 새로운 기회와 도전들을 통해 지역은 계속해서 발전하고 변화하게 되었다.
세인트 토마스 신학교(현 세인트 토마스 센터)를 포함한 나머지 토지는 2005년 11월 세입자인 바스티르 대학교( Bastyr University)가 부동산 구입을 완료할 때까지 대교구의 소유로 계속되었다..Northern Exposure, Singles 및 Butterfly Dreaming을 포함한 여러 영화 및 TV 제작의 배경으로도 사용되었다.

### 혁신
2005년에 워싱턴 주립공원은 공원을 위한 토지 이용 계획 프로젝트를 시작했다. 분류 및 관리 계획(CAMP)이라고도 알려진 이 프로젝트는 전반적인 방문객 경험, 자연 및 문화 자원, 공원 건물의 사용, 휴양지 및 산책로, 지역 사회와 고객이 관심을 갖는 기타 주제를 다룬다.
본관을 호텔, 레스토랑, 컨퍼런스 센터로 개발하려는 McMenamins 의 제안은 2007년 봄에 철회되었다.
주 의회는 신학교 건물의 노후 상태를 평가하기 위해 $500,000를 할당했고, 이전에 연기되었던 유지 보수에 꼭 필요했던 $500,000를 할당했다.
새로 자금을 투입함으로써 주립 공원은 2007년 봄에 건축 회사와 RFQ 프로세스를 시작하여 시기적절한 평가를 진행하고 더 폭넓은 장래 용도에 대한 기회를 창출했다. 신학교 건물을 평가하고 보고하기 위해 Bassetti Architects가 선정되었다.
2010년, 세인트 에드워드 주립공원 친구들(Friends of Saint Edward State Park)과 Kenmore Heritage Society는 Log Boom Park의 Kenmore History Path에 대한 KHS의 경험을 바탕으로 해석 표지판 프로젝트에 협력하기 시작했다.
2017년에 Daniels Real Estate는 워싱턴 주립공원과 62년 임대 계약을 체결하여 신학교 본관을 호텔로 개조했다. 거래의 일환으로 Daniels는 인접한 해안가 부동산을 구입하여 주 정부에 양도했다. 2021년 5월 $57의 비용으로 Lodge at St. Edwards로 재개장했다. 백만; 호텔에는 84개의 객실, 이벤트 공간, 레스토랑, 2개의 바가 있다.

## 옹호 단체
지역 옹호 단체인 세인트 에드워드 주립공원 시민(Citizens for Saint Edward State Park)은 수동적인 야외 레크리에이션을 위해 공원을 유지하는 데 전념하고 있다.
또 다른 시민 단체인 세인트 에드워드 환경 학습 센터(SEELC, 2008-2019)는 모든 연령대를 위한 공원 보존, 지역 사회 협력 및 혁신적인 교육 경험을 통해 지속 가능한 미래를 만드는 데 전념하고 있다. Kenmore Reporter는 매년 봄과 가을 사이에 Saint Edward 주립 공원에서 열리는 다양한 코스로 구성된 환경 교육 프로그램의 일환으로 SEELC의 한여름 밤의 꿈 제작을 다루었다.